# Diphu
Diphu là một thị xã và là nơi đặt ủy ban khu vực thị xã (town area committee) của quận Karbi Anglong thuộc bang Assam, Ấn Độ.

## Địa lý
Diphu có vị trí 25°50′B 93°26′Đ / 25,83°B 93,43°Đ Nó có độ cao trung bình là 186 mét (610 feet).

## Nhân khẩu
Theo điều tra dân số năm 2001 của Ấn Độ, Diphu có dân số 52.062 người. Phái nam chiếm 53% tổng số dân và phái nữ chiếm 47%. Diphu có tỷ lệ 75% biết đọc biết viết, cao hơn tỷ lệ trung bình toàn quốc là 59,5%: tỷ lệ cho phái nam là 80%, và tỷ lệ cho phái nữ là 69%. Tại Diphu, 13% dân số nhỏ hơn 6 tuổi.